# Abell 68
Abell 68 est un amas de galaxies situé dans la constellation des Poissons. Sa vitesse par rapport au fond diffus cosmologique est de 75 981 ± 24 km/s, ce qui correspond à une distance de Hubble de 1 120,7 ± 78,5 Mpc (∼3,66 milliards d'al).
Cet amas est particulièrement intéressant pour ses effets de lentille gravitationnelle. Il est notamment connu pour abriter en son sein une galaxie particulière en forme de tête d'extraterrestre, semblable à ceux présents dans Space Invaders, un jeu vidéo des années 1970. L'image de cette galaxie, située en arrière-plan, est en réalité fortement déformée par les effets de lentille gravitationnelle produits par Abell 68 situé au premier plan,.
On trouve aussi dans cet amas une seconde galaxie particulièrement déformée (visible en haut à droite sur l'image d'Hubble) et qui semble comme fondre. Cette déformation n'est pas due aux effets de lentille mais à un événement de décapage par pression dynamique. Celui-ci survient lorsqu'une galaxie traverse à toute allure un milieu intra-amas particulièrement dense, ce qui a pour effet d'éjecté de celle-ci une grande quantité de gaz moléculaire, ce dernier formant alors une ou plusieurs trainées dans le sillage de la galaxie concernée. Ce type de galaxie est plus couramment connu sous le nom de galaxie méduse.

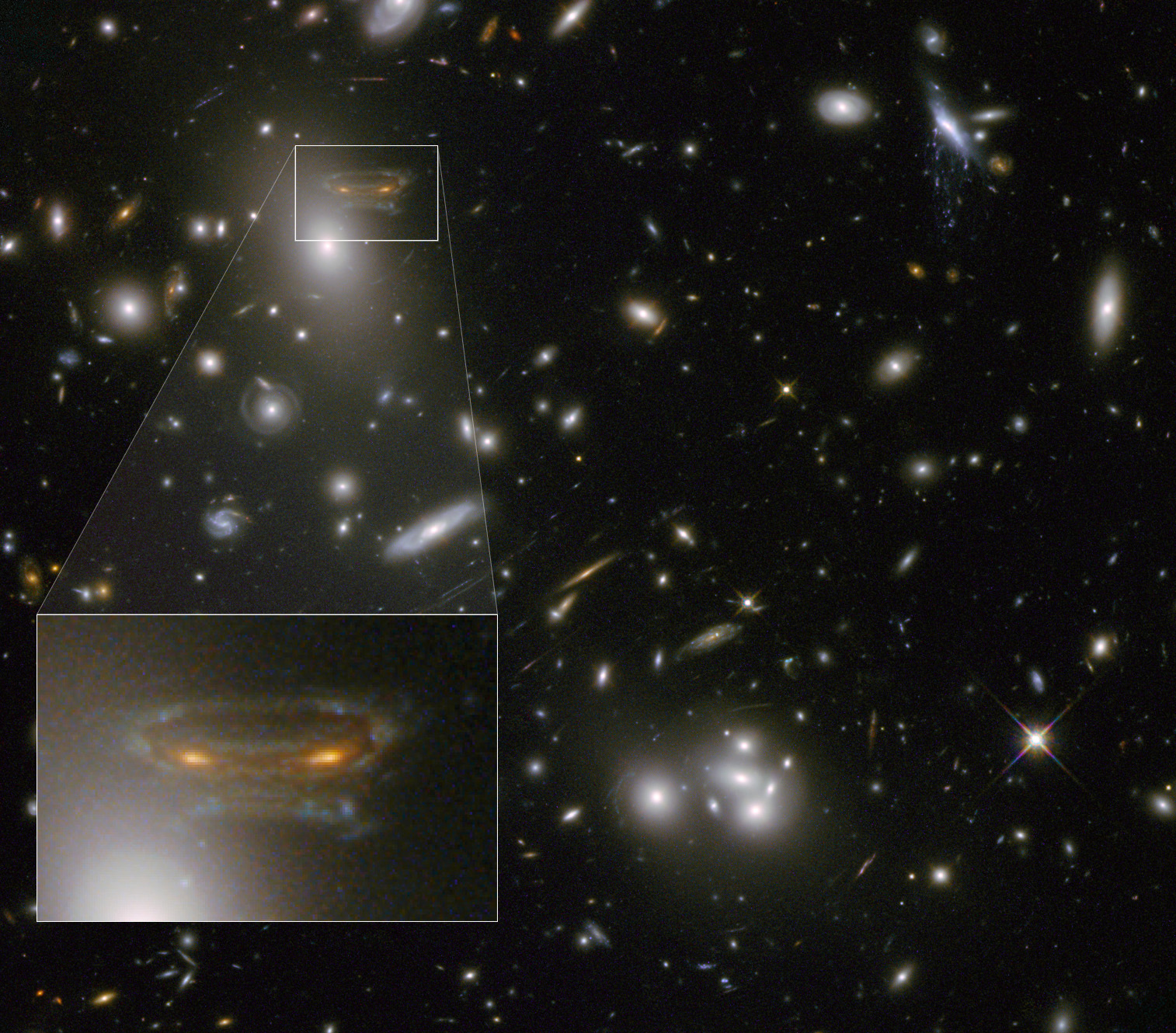
Par effet de lentille gravitationnelle, l'image de cette galaxie a été étirée et dédoublée, lui donnant cette apparence.